# Маппсвілл (Вірджинія)
Маппсвілл (англ. Mappsville) — переписна місцевість (CDP) в США, в окрузі Аккомак штату Вірджинія. Населення — 311 особа (2020).

## Географія
Маппсвілл розташований за координатами 37°50′36″ пн. ш. 75°34′8″ зх. д. / 37.84333° пн. ш. 75.56889° зх. д. (37.843366, -75.568753).  За даними Бюро перепису населення США в 2010 році переписна місцевість мала площу 2,04 км², уся площа — суходіл.

## Демографія
Згідно з переписом 2010 року, у переписній місцевості мешкало 440 осіб у 135 домогосподарствах у складі 93 родин. Густота населення становила 216 осіб/км².  Було 167 помешкань (82/км²).
Расовий склад населення:
| - 34,3 % — чорних або афроамериканців - 28,2 % — білих - 0,9 % — вихідців з тихоокеанських островів - 33,9 % — осіб інших рас |

До двох чи більше рас належало 2,7 %. Частка іспаномовних становила 50,5 % від усіх жителів.
За віковим діапазоном населення розподілялося таким чином: 31,8 % — особи молодші 18 років, 61,8 % — особи у віці 18—64 років, 6,4 % — особи у віці 65 років та старші. Медіана віку мешканця становила 27,6 року. На 100 осіб жіночої статі у переписній місцевості припадало 94,7 чоловіків;  на 100 жінок у віці від 18 років та старших — 93,5 чоловіків також старших 18 років.
Середній дохід на одне домашнє господарство  становив 29 576 доларів США (медіана — 25 789), а середній дохід на одну сім'ю — 28 170 доларів (медіана — 25 580). Медіана доходів становила 26 754 долари для чоловіків та 18 197 доларів для жінок. За межею бідності перебувало 1,2 % осіб, у тому числі 0,0 % дітей у віці до 18 років та 0,0 % осіб у віці 65 років та старших.
Цивільне працевлаштоване населення становило 199 осіб. Основні галузі зайнятості: освіта, охорона здоров'я та соціальна допомога — 34,2 %, будівництво — 33,7 %, науковці, спеціалісти, менеджери — 11,1 %, виробництво — 10,6 %.